# Nederstjärnen
Nederstjärnen är en sjö i Älvdalens kommun i Dalarna och ingår i Dalälvens huvudavrinningsområde. Sjön har en area på 0,145 kvadratkilometer och ligger 750,8 meter över havet. Sjön avvattnas av vattendraget Stora Härjån.

## Delavrinningsområde
Nederstjärnen ingår i det delavrinningsområde (685587-130848) som SMHI kallar för Utloppet av Nederstjärnen. Medelhöjden är 756 meter över havet och ytan är 0,66 kvadratkilometer. Räknas de 11 avrinningsområdena uppströms in blir den ackumulerade arean 34,85 kvadratkilometer. Stora Härjån som avvattnar avrinningsområdet har biflödesordning 2, vilket innebär att vattnet flödar genom totalt 2 vattendrag innan det når havet efter 521 kilometer. Avrinningsområdet består mestadels av skog (62 procent) och sankmarker (15 procent). Avrinningsområdet har 0,15 kvadratkilometer vattenytor vilket ger det en sjöprocent på 22,2 procent.